# زياد الظاظا
زياد شكري عبد ربه الظاظا (وُلد في 28 نوفمبر 1955 في غزة – 9 فبراير 2022) مهندس مدني فلسطيني شغل منصب وزير وزارة النقل والمواصلات الفلسطينية ضمن حكومة إسماعيل هنية الأولى، ومنصب وزير وزارة الاقتصاد الوطني الفلسطيني ضمن حكومة إسماعيل هنية الثانية.